# مینیون‌ها: ظهور گرو
مینیون‌ها: ظهور گرو (انگلیسی: Minions: The Rise of Gru) یک فیلم پویانمایی رایانه‌ای کمدی آمریکایی محصول سال ۲۰۲۲ است که توسط ایلومینیشن تولید و توسط یونیورسال پیکچرز توزیع شده‌است. این فیلم دنباله‌ای بر فیلم پیش‌درآمد اسپین‌آف مینیون‌ها (۲۰۱۵) و پنجمین ورودی کلی در فرنچایز من نفرت‌انگیز است. این فیلم به کارگردانی کایل بالدا و براد آبلسون و جاناتان دل وال به عنوان کارگردانان مشترک، شاهد بازگشت استیو کرل در نقش گرو و پی‌یر کافین در نقش مینیون‌ها به همراه تراجی پی. هنسون، میشل یئو، رزا، ژان-کلود ون دام، لوسی لاولس، دولف لاندگرن، دنی ترخو، راسل برند، جولی اندروز و آلن آرکین می‌باشد.
مینیون‌ها: ظهور گرو نخستین بار در جشنواره بین‌المللی فیلم انیمیشن انسی در ۱۳ ژوئن ۲۰۲۲ به نمایش درآمد و در ۱ ژوئیه ۲۰۲۲ توسط یونیورسال پیکچرز در ایالات متحده اکران شد. منتقدان موسیقی متن فیلم و ارزش سرگرمی آن را برای کودکان تحسین کردند، در حالی که انتقادها بیشتر متوجه طرح داستانی فیلم بود. این فیلم ۹۳۹ میلیون دلار در سراسر جهان در مقابل بودجهٔ ۸۰ میلیون دلاری خود فروش داشته و به پرفروش‌ترین فیلم پویانمایی ۲۰۲۲ و پنجمین فیلم پرفروش ۲۰۲۲ تبدیل شده‌است.

## خلاصهٔ داستان
پس از اتفاقات نخستین فیلم در دههٔ ۱۹۷۰، گرو که اکنون ۱۲ سال دارد در حومهٔ شهر بزرگ می‌شود. گرو که یکی از طرفداران گروهی از ابرشرورها به نام «۶ شرور» (Vicious 6) است، نقشه‌ای برای تبدیل شدن به یک شخص شرور می‌کشد تا به آن‌ها بپیوندد. هنگامی که ۶ شرور، رهبر خود، مبارز افسانه‌ای وایلد ناکلز را برکنار می‌کنند، گرو وارد یک مصاحبه می‌شود تا عضو جدید آن‌ها شود.
اوضاع خوب پیش نمی‌رود و پس از این‌که گرو با کمک کِوین، استوارت، باب، اتو و سایر مینیون‌ها، یک سنگ قیمتی را از آن‌ها می‌دزدد، فرار می‌کند. در فرار، گرو و مینیون‌ها به وایلد ناکلز برای راهنمایی مراجعه می‌کنند و متوجه می‌شوند که حتی افراد بد هم به کمک کمی از دوستان خود نیاز دارند.

## شخصیت‌ها و صداپیشه‌ها
- استیو کرل در نقش گرو[۵]
- پی‌یر کافین در نقش کوین، استوارت، باب، اتو و دیگر مینیون‌ها[۵]
- تراجی پی. هنسون در نقش بل باتوم، رهبر تازه منصوب‌شدهٔ ۶ شریر[۶]
- میشل یئو در نقش مَستِر چاو، یک مبارز کونگ‌فوکار که به مینیون‌ها در تلاششان کمک می‌کند[۷]
- ژان-کلود ون دام در نقش ژان کلاود، یکی از اعضای ۶ شریر با پنجهٔ خرچنگی غول‌پیکر[۶]
- لوسی لاولس در نقش نانچاک، یک راهبه و نانچیکو باز حرفه‌ای و یکی از اعضای ۶ شریر[۶]
- دولف لاندگرن در نقش سووِن‌جنس، یکی از اعضای ۶ شریر که یک رول‌اسکیت‌باز است[۶]
- دنی ترخو در نقش استرانگ‌هولد، یکی از اعضای ۶ شریر با دست‌های فلزی بزرگ[۶]
- راسل برند در نقش دکتر نفاریو، دانشمندی غایب که در نهایت در آینده دستیار گرو می‌شود[۷]
- جولی اندروز در نقش مارلنا گرو، مادر گرو[۷]
- آلن آرکین در نقش وایلد ناکلز، رهبر سابق ۶ شریر[۶]
- رزا در نقش یک موتورسیکلت‌سوار که اُتو در راه خود به سانفرانسیسکو با او دوست می‌شود[۸]

## تولید

### توسعه
یونیورسال پیکچرز و ایلومینیشن در ژانویه ۲۰۱۷ اعلام کردند که در حال ساخت دنبالهٔ فیلم مینیون‌ها هستند. تولید این فیلم در ژوئیه ۲۰۱۷ آغاز شد و براد ابلسون به عنوان کارگردان همکار اضافه شد. عنوان فیلم در مهٔ ۲۰۱۹ با عنوان مینیون‌ها: ظهور گرو فاش شد.

### نقش‌ها
در دسامبر ۲۰۱۹، اعلام شد که پی‌یر کافین و استیو کرل به ترتیب در نقش‌های مینیون‌ها و گرو بازی خواهند کرد.

### پویانمایی
پس از بسته شدن موقت ایلومینیشن مک گاف، تولید این فیلم در طول دنیاگیری کووید-۱۹ به کار از راه دور منتقل شد.

## موسیقی
آلبوم موسیقی متن فیلم در ۱ ژوئیه ۲۰۲۲ از طریق دکا رکوردز و ورو گروپ منتشر شد. این موسیقی متن که توسط جک آنتونوف ساخته شد، متشکل از هنرمندان معاصر گوناگون است که ترانه‌های مشهور فانک، پاپ و سول دهه ۱۹۷۰ را پوشش می‌دهند. ترانهٔ «آفتاب را روشن کنید» توسط دایانا راس و تیم ایمپالا به عنوان تک‌آهنگ اصلی آلبوم در ۲۰ مهٔ ۲۰۲۲ منتشر شد. پس از آن کاور «دسافینادو» از کالی اوچیس و کاور «فانکی‌تاون» از سنت وینسنت برای این فیلم ایجاد شدند.
| فهرست قطعه‌های مینیون‌ها: ظهور گرو (موسیقی متن اصلی فیلم) | فهرست قطعه‌های مینیون‌ها: ظهور گرو (موسیقی متن اصلی فیلم) | فهرست قطعه‌های مینیون‌ها: ظهور گرو (موسیقی متن اصلی فیلم)                                                     | فهرست قطعه‌های مینیون‌ها: ظهور گرو (موسیقی متن اصلی فیلم) |
| شماره                                                   | نام                                                     | نویسنده(ها)                                                                                                 | مدت                                                     |
| ------------------------------------------------------- | ------------------------------------------------------- | --- | ------------------------------------------------------- |
| ۱.                                                      | «آفتاب را روشن کنید» (دایانا راس با حضور تیم ایمپالا)   | جک آنتونوف پاتریک برگر سم دو تیم ایمپالا                                                                    | ۳:۵۰                                                    |
| ۲.                                                      | «ستارهٔ درخشان» (بریتانی هاوارد با حضور وردین وایت)      | ماوریس وایت لری دان فیلیپ بیلی                                                                              | ۲:۵۲                                                    |
| ۳.                                                      | «فانکی‌تاون» (سنت وینسنت)                                | استیو گرینبرگ                                                                                               | ۴:۲۳                                                    |
| ۴.                                                      | «گشت‌وگذار در هالیوود» (بروکهمپتون)                      | رابرت کول بل رولند بل جورج ام. بروان رابرت «اسپایک» میکنز کلایدز چارلز اسمیت دنیس آر. توماس ریک ای. وست‌فیلد | ۲:۳۰                                                    |
| ۵.                                                      | «دسافینادو» (کالی اوچیس)                                | نیوتن فریرا د مندونسا جان هندریکس جسی کاوانا آنتونیو کارلوس ژوبیم                                           | ۲:۱۰                                                    |
| ۶.                                                      | «بنگ‌بنگ» (کارولین پولاچک)                               | سانی بونو                                                                                                   | ۲:۱۹                                                    |
| ۷.                                                      | «مثل عقاب پرواز کن» (تاندرکت)                           | استیو میلر                                                                                                  | ۲:۵۸                                                    |
| ۸.                                                      | «خداحافظ عشق» (فیبی بریدجرز)                            | ریچارد کارپنتر جان بتیس                                                                                     | ۴:۰۲                                                    |
| ۹.                                                      | «کارما فوری!» (بلیچرز)                                  | جان لنون | ۳:۴۱                                                    |
| ۱۰.                                                     | «آدم خوبی نیستی» (وایز بلاد)                            | کلینت بالارد جونیور                                                                                         | ۳:۳۶                                                    |
| ۱۱.                                                     | «وسیله نقلیه» (گری کلارک جونیور)                        | جیم پیتریک                                                                                                  | ۲:۵۵                                                    |
| ۱۲.                                                     | «رقص با موسیقی» (هر)                                    | سلای ستون هر                                                                                                | ۲:۴۳                                                    |
| ۱۳.                                                     | «زن جادوی سیاه» (تیرا وک)                               | پیتر گرین                                                                                                   | ۴:۰۹                                                    |
| ۱۴.                                                     | «باحال» (وردین وایت)                                    | | ۲:۵۴                                                    |
| ۱۵.                                                     | «به دنیا آمدیم تا زندگی کنیم» (جکسون وانگ)              | پاتریک هرناندز                                                                                              | ۳:۱۲                                                    |
| ۱۶.                                                     | «سیسیلیا» (پی‌یر کافین در نقش مینیون‌ها)                  | پل سایمون                                                                                                   | ۲:۱۴                                                    |
| ۱۷.                                                     | «بنگ بنگ» (جی. ای. ام)                                  | بونو | ۲:۱۸                                                    |
| ۱۸.                                                     | «سوئیت کونگ فو» (رزا)                                   | | ۱:۳۲                                                    |
| ۱۹.                                                     | «مینیون‌ها: ظهور گرو موسیقی تیتراژ» (پریرا)              | هیتور پریرا                                                                                                 | ۳:۵۰                                                    |
| مجموع مدت:                                              | مجموع مدت:                                              | مجموع مدت:                                                                                                  | ۵۸:۰۷                                                   |

## انتشار

### تئاتری
مینیون‌ها: ظهور گرو در ۱۳ ژوئن ۲۰۲۲ در جشنواره بین‌المللی فیلم انیمیشن انسی داده شد. این فیلم در ابتدا برای اکران عمومی در ۳ ژوئیه ۲۰۲۰ برنامه‌ریزی شده بود، اما به دلیل دنیاگیری کووید-۱۹ و وضعیت ناقص فیلم با بسته‌شدن موقت ایلومینیشن مک گاف به ۲ ژوئیه ۲۰۲۱ عقب افتاد، و بعداً تاریخ آن ۱ ژوئیه ۲۰۲۲ معرفی شد.

### بازاریابی
شرکت اسباب‌بازی متل اعلام کرد که برای تولید کالا بر اساس این فیلم قراردادی سه ساله منعقد کرده‌است. لگو دو مجموعه را برای این فیلم در سال ۲۰۲۰ منتشر کرد

### رسانه خانگی
مینیون‌ها: ظهور گرو به عنوان بخشی از یک قرارداد ۱۸ ماهه، در مدت چهار ماه پس از اکران در سینما، در سرویس استریم پیکاک پخش می‌شود. پس از آن، این فیلم به مدت ۱۰ ماه به نتفلیکس منتقل می‌شود و در چهار ماه آخر به پیکاک بازمی‌گردد.

## بازخورد

### فروش گیشه
تا تاریخ ۷ سپتامبر ۲۰۲۲، مینیون‌ها: ظهور گرو ۳۶۰٫۳ میلیون دلار در ایالات متحده و کانادا، و ۵۳۳٫۲ میلیون دلار در مناطق دیگر جهان فروش داشته‌است که فروش کلی ۸۹۳٫۶ میلیون دلار در گیشهٔ جهانی را نشان می‌دهد. این فیلم پنجمین فیلم پرفروش سال ۲۰۲۲ و پرفروش‌ترین فیلم پویانمایی در طول دنیاگیری کروناویروس بر سینما است که از فیلم شیطان‌کش: فیلم کیمتسو نو یائیبا: قطار موگن (۲۰۲۰) پیشی گرفته‌است.
پیش‌بینی‌های اولیه در ایالات متحده و کانادا مبنی بر فروشی بالغ بر ۷۰ تا ۸۰ میلیون دلار در ۴٫۴۰۰ سینما، در نخستین چهار روز افتتاحیه این فیلم بود. این برآوردها پس از فروش ۴۸٫۱ میلیون دلاری در نخستین روز اکران (شامل ۱۰٫۸ میلیون دلار از پیش‌نمایش پنجشنبه) به ۱۲۹ میلیون دلار افزایش یافت؛ این بهترین فروش برای یک فیلم پویانمایی در زمان دنیاگیری کووید-۱۹ و همچنین بهترین افتتاحیه از فرانچایز من نفرت‌انگیز را نشان می‌دهد.
مینیون‌ها: ظهور گرو یک هفته پیش از اکران در ایالات متحده، در استرالیا اکران شد و با فروش ۳٫۷ میلیون دلاری پس از الویس در جایگاه دوم قرار گرفت.

### پاسخ انتقادی
در وبگاه جمع‌آوری نقد راتن تومیتوز، ٪۷۰ از ۱۶۹ بررسی منتقدان مثبت است، و میانگینِ امتیاز آن ۶٫۱/۱۰ است. اجماع این وبگاه چنین می‌نویسد: «با وجود تزریق شیک رترو در این دنباله، شیطنت‌های شیطانی مینیون‌ها شروع به رنده‌شدن کرده‌اند، اگرچه این ماراتن بی‌نظیر از شیرین‌کاری‌ها همچنان کودکان را خوشحال می‌کند.» این فیلم در متاکریتیک که از میانگین وزنی استفاده می‌کند، بر اساس نظر ۴۱ منتقدین امتیاز ۵۶ از ۱۰۰ را کسب کرده که نشان‌گر «نقدهای مختلط یا متوسط» است.
جانی اولکسینسکی از نیویورک پست به این فیلم ۳ از ۴ ستاره داد و اظهار داشت: «در حالی که این فیلم‌ها معمولاً خیلی سبک هستند، هیچ‌کس شخصیت‌های پویانمایی خنده‌دارتر، دوست‌داشتنی‌تر (یا بازاری‌تری) به اندازه مینیون‌ها نمی‌سازد». سرنا پوانگ از بوستون گلوب به فیلم ۲٫۵ از ۴ ستاره داد و نوشت: «فیلم سرگرم‌کننده است: موسیقی به‌طور یکپارچه عالی است - یکی از برجسته‌ترین آنها اجرای مینیون‌ها از «سیسیلیا» اثر سایمون و گارفانکل است؛ باب، مثل همیشه بانمک، می‌آموزد که حتی کوچک‌ترین ما قادر به انجام کارهای بزرگ هستیم».
پیتر بردشاو از گاردین به این فیلم ۲ از ۵ ستاره اختصاص داد و نوشت: «طرح داستان ساده است و با ضعیف‌ترین بخار به پیش می‌رود».

### تمجیدها
| جایزه             | تاریخ         | رده                                     | دریافت‌کننده              | نتجه     | منبع   |
| ----------------- | ------------- | --------------------------------------- | ------------------------ | -------- | ------ |
| جایزه تریلر طلایی | ۲۲ ژوئیه ۲۰۲۲ | بهترین پویانمایی/پخش تلویزیونی خانوادگی | «آماده شو» (کار درونی)   | نامزدشده | [ ۳۴ ] |
| جایزه تریلر طلایی | ۲۲ ژوئیه ۲۰۲۲ | بهترین تریلر یک فیلم پویانمایی بلند     | «رقص سایه‌ها» (کار درونی) | نامزدشده | [ ۳۴ ] |